# Le Châble
Pour les articles homonymes, voir Chable.
Le Châble est une localité du Valais (Suisse). Elle est située sur la commune du val de Bagnes et appartient au district d'Entremont.

## Toponymie
Le Châble provient du nom en patois Le Tsâble, qui aurait certainement été donné par le fait qu'il y avait une bonne dizaine de tsâble aux alentours, couloirs dans la forêt qui permettaient de faire dévaler les troncs d'arbres jusqu'en plaine. Chacun d'entre eux avaient un nom propre, comme par exemple tsâble : d'élaise, du couershlo, du vajai, rossë, botëyë, varnal, rouena, molachu, et sont illustrés dans le livre Les noms de lieux de la commune de Bagnes : toponymie illustrée,.

## Géographie
Le Châble se situe à quelques kilomètres de Verbier, une station de sports d'hiver reliée au domaine skiable des 4 Vallées. La station dispose de 150 km de pistes de ski.

## Gentilé
Les habitants de la localité se nomment les Châblérins.

## Histoire
En 1150, Humbert III de Savoie cède la seigneurie de Bagnes à l'abbaye de Saint-Maurice qui conserve sa souveraineté jusqu'à la fin de l'Ancien Régime en 1798. Chef-lieu de la commune valaisanne de Val de Bagnes, le village du Châble abrite longtemps la résidence de l'abbé de Saint-Maurice.
Le 25 mai 1595, Le Châble est touché par une débâcle du Giétro,. Selon les estimations, près de 140 personnes meurent durant cet évènement et plusieurs centaines de bâtiments, maisons et chalets sont détruits dans le val de Bagnes et la plaine de Martigny.
Le 16 juin 1818, le hameau est à nouveau frappé par une débâcle du Giétro,. La crue arrive au niveau de Le Châble entre 17 h 05 et 17 h 10. La montée des eaux est estimée d'environ 13 à 15 mètres. Comme le reste du val de Bagnes, Le Châble est très fortement affecté par les destructions. Plusieurs habitations, chalets et granges sont détruits.

## Patrimoine bâti
L'Abbaye, maison construite 1410 puis encore en 1646. Ancienne résidence des abbés de Saint-Maurice édifiée à l'emplacement du château du Châble, siège du vidomne, puis résidence abbatiale à partir du XVe siècle.
Église paroissiale Saint-Maurice. Clocher 1488-1534, construit par le maître maçon Jean Vaulet-Dunoyer. Le chœur voûté d'ogives, construit en 1503 et reconstruit en 1534 par le maître maçon et tailleur de pierres Pierre Guigoz résulte de l'agrandissement de l'ancien chœur rectangulaire, avec adjonction d'une abside polygonale. La nef, élevée également par Pierre Guigoz en 1519-1525 (expressément d'après le modèle de l'église Saint-Vincent aux Planches de Montreux), compte trois vaisseaux séparés par des arcades, voûtés de croisées d'ogives, dont les clefs sont timbrées de la croix de Saint-Maurice.
Ossuaire, vers 1560, restauré à diverses reprises. L'un des rares bâtiments de ce type qui ait été conservé.
Ancienne cure. D'origine médiévale, transformée en 1638 et restaurée en 1978, actuellement occupée par le musée de Bagnes.